# Buitrago del Lozoya
Buitrago del Lozoya è un comune spagnolo di 1 875 abitanti situato nella comunità autonoma di Madrid, ai piedi della Sierra di Guadarrama. Il comune prende il suo nome dal fiume Lozoya, che circonda la località. Buitrago è famosa per la conservazione della sua antica cinta muraria e il centro urbano è stato dichiarato come bene di interesse culturale.

## Simboli
Lo stemma araldico e la bandiera che rappresentano il comune furono approvati il 13 febbraio 2002.

## Geografia
La regione in cui si trova la città è popolarmente conosciuta come la Sierra Norte e si estende in tutta la parte settentrionale della Comunità di Madrid. È delimitata perfettamente dal settore orientale della Sierra de Guadarrama a ovest, dalla Somosierra a nord e dalla valle del Lozoya a sud. I primi picchi più importanti sono Penalara (2430 m) e il monte Tejos (2102 m), mentre il secondo picco Cebollera Nuovo (1834 m) e Peña Cebollera (2129 m), chiamato anche "Picco delle tre province" per essere il vertice comune di Madrid, Guadalajara e Segovia, così come la divisione dei bacini dei fiumi Lozoya, Jarama e Duratón.
Le montagne della Sierra de Guadarrama hanno un aspetto morbido e leggermente a cupola, e sebbene esistano, ci sono alcuni esempi di picchi tagliati che formano piccole creste. In questo settore orientale della sierra, noto come montagne Carpetanos, si innalzano le vette più alte di questo allineamento montuoso. C'è un secondo allineamento che va da Navacerrada alla rampa di Buitrago e Lozoyuela; nella sua prima parte, chiamata Long Rope, le cime appaiono sopra i 2000 metri, mentre nella seconda sezione compaiono catene montuose più piccole come Canencia, Bustarviejo e La Cabrera.
Tra le montagne Carpetanos e Cuerda Larga, la valle più importante dell'entroterra della Sierra de Guadarrama è incastonata: la valle del Lozoya. È una fossa tettonica prodotta dal crollo del Miocene (23 milioni di anni fa) di un blocco sollevato dallo zoccolo. Questa zona è stata definitivamente configurata nel Pliocene con un aspetto simile a quello attuale che ha permesso lo sviluppo del canale di questo fiume.
Il paesaggio di questa zona, uno dei più spettacolari della Comunità di Madrid, ha caratteristiche peculiari definite dalle grandi macchie verdi che dalla distanza offrono le pinete e che sono mescolate con la scala di grigi delle rocce tipiche della regione: granito e gneiss. A questi colori si aggiungono quelli forniti dalle acque arginate del fiume Lozoya e il cielo pulito della Sierra Madrileña, che a seconda del suo aspetto o del periodo dell'anno, modifica l'intero spettro cromatico. Infine, le aree abitate, con un'architettura tradizionale basata sull'uso della pietra, della muratura e del legno, forniscono il tocco umano che si adatta perfettamente a questo set.

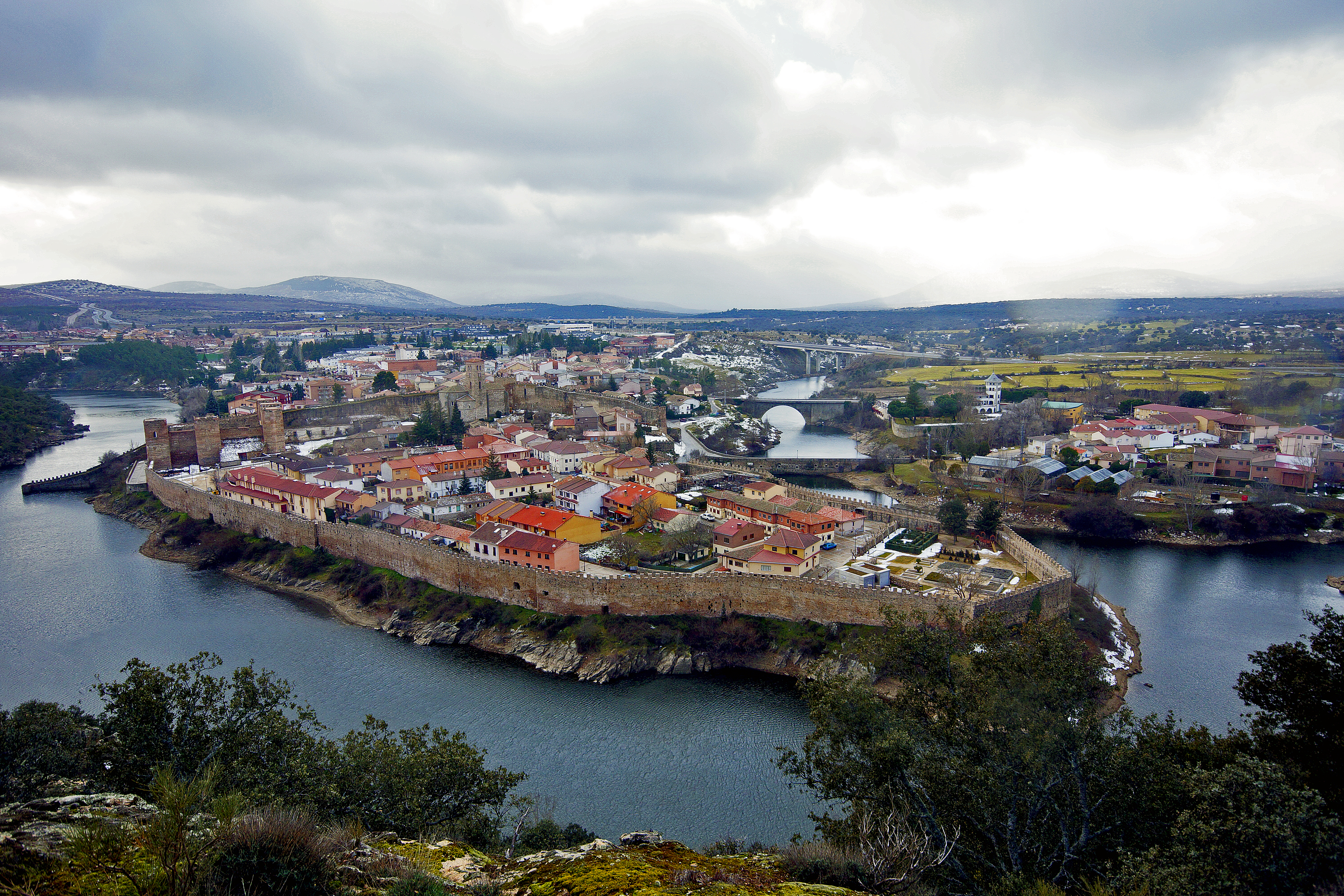
Vista panoramica della città

L'area urbana di Buitrago si trova su un promontorio che forma una curva a ferro di cavallo sul fiume Lozoya, tra i bacini di Riosequillo e Puentes Viejas.
Situata nel mezzo della valle del Lozoya, ai piedi delle pendici meridionali della catena montuosa del Guadarrama, la sua altitudine è abbastanza omogenea, oscillando tra 860 e 1200 metri. Non ci sono altitudini eccezionali e il territorio è formato principalmente da zone di alta montagna miste a querce mediterranee, faggi e lecci. Nel settore orientale si possono anche trovare foreste di pino di riforestazione. Lozoya Inoltre, arginato quasi tutto il percorso attraverso il termine, corsi d'acqua attraversano la zona di La Tejera e Riosequillo sud, e La Árcava e Stilt nel nord.
Buitrago occupa una posizione strategica nella Sierra Norte di Madrid, controllando la rotta naturale che collega entrambi gli altopiani attraverso il porto di Somosierra, l'unico passaggio che consente di attraversare facilmente questa parte del Sistema Centrale. La strada di accesso a Somosierra attraversa la valle del torrente Madarquillos, che si unisce al fiume Lozoya nei pressi di Buitrago. C'è anche un altro porto di minore importanza legato alla città: è il porto di Linera, situato sulla strada che collegava Buitrago con il comune Segoviano di Matabuena.
Toponomastica, le fortificazioni di origine araba che punteggiano la valle del Jarama, e il fatto che la Cañada Real Segoviana passano Somosierra e Buitrago, sembrano confermare l'esistenza di un percorso intrapreso, almeno fin dal Medioevo. Buitrago è inoltre dotato di una fitta rete di percorsi di bestiame che rivela il significato storico di questi luoghi nel sistema transumanza dal tardo Medioevo governarono economia in gran parte agraria del Mittelland. L'asse della stessa costituisce i veri calanchi di Velayos e San Lazaro, che attraversano il termine del nord al sud.
Attualmente, l'autovía A-1 divide il paese in due parti. Questa situazione di passaggio forzato sulla strada verso il nord della penisola ha condizionato l'intera storia della città.
Il fiume Lozoya, che dà il soprannome al comune, lo circonda su tutti i lati tranne quello meridionale, diventando così un fossato di difesa naturale.

## Storia
I più antichi riferimenti storici a Buitrago risalgono al I secolo a. C. (sarebbe la Litabra conquistata da Gaius Flaminius, secondo Livio), ma non vi è alcuna traccia materiale che la approvi, poiché non sono state fatte indagini archeologiche. Né ci sono vestigia medievali prima della riconquista e quindi della presenza musulmana prima dell'undicesimo secolo.

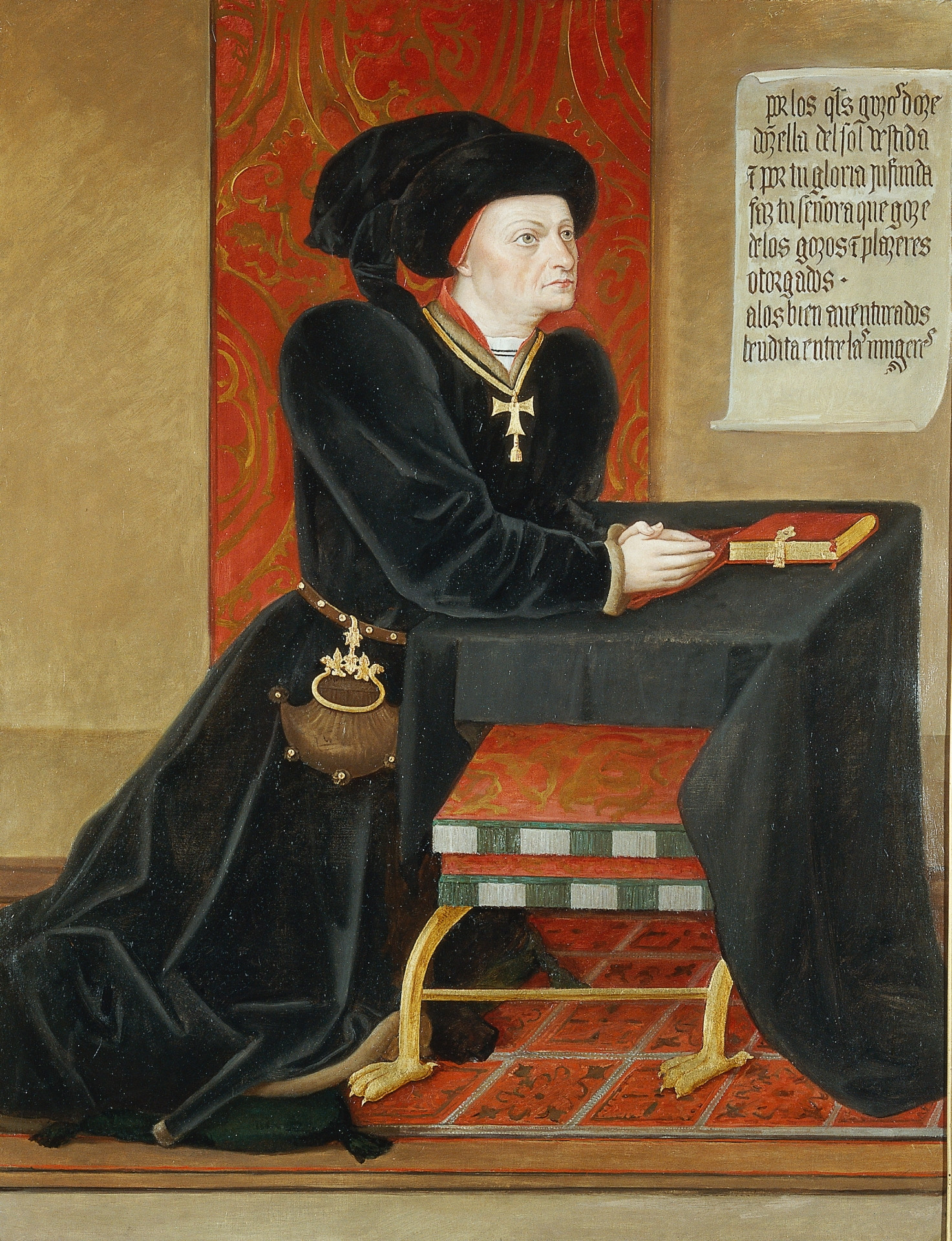
Íñigo López de Mendoza, marchese di Santillana.

Buitrago appare completamente nella storia della Reconquista in tempi di Alfonso VI, verso 1083 o 1085. Il suo valore strategico è la ragione per la sua rapida crescita attraverso un privilegio concesso dal re, che ha delegato il villaggio di ripopolare nuclei esistenti nella loro giurisdizione e ne creano di nuovi. Così, nel 1096, il re Alfonso VI di Castiglia concesse a Buitrago le armi del suo scudo consistente in un toro, una quercia e il motto Ad alenda pecora ("per il sostentamento del bestiame"), che in ultima analisi si riferisce ai mezzi di vita che sarebbe stata adottata. Il vasto territorio delimitato dal monarca è l'origine di quello che è noto come il Señorío de Buitrago, una regione che formava un'unica unità giurisdizionale e la cui testa era la Villa de Buitrago.
Per cinque secoli, questa unità giurisdizionale aveva una duplice natura. Dal 1368 è stato un maniero concesso da Enrico II alla famiglia Pedro González de Mendoza che rimane legata alla scomparsa del regime feudale nel XIX secolo. Già nel XVI secolo, la famiglia Mendoza ricevette il titolo di Duca dell'Infantado. A quel tempo, Buitrago e popoli della Terra formavano una "Comunità di Villa e Terra", istituzione che raggruppato così tanto da soddisfare i suoi obblighi di vassallaggio per difendere i propri interessi nei confronti di terzi. Assunse il governo per mezzo di ordinanze generali che regolavano la maggior parte della vita economica e sociale della Regione, così come l'insediamento di nuovi vicini.
La morfologia urbana di Buitrago è strettamente legata alla sua situazione storica. Il nucleo più antico è "la Villa", cioè la parte più alta all'interno del recinto murato (che potrebbe risalire al periodo arabo). La rapida saturazione di questo recinto ha dato origine alla comparsa di due sobborghi: uno a sud chiamato San Juan e un altro a nord, sull'altro lato del Lozoya, noto come Andarrío.

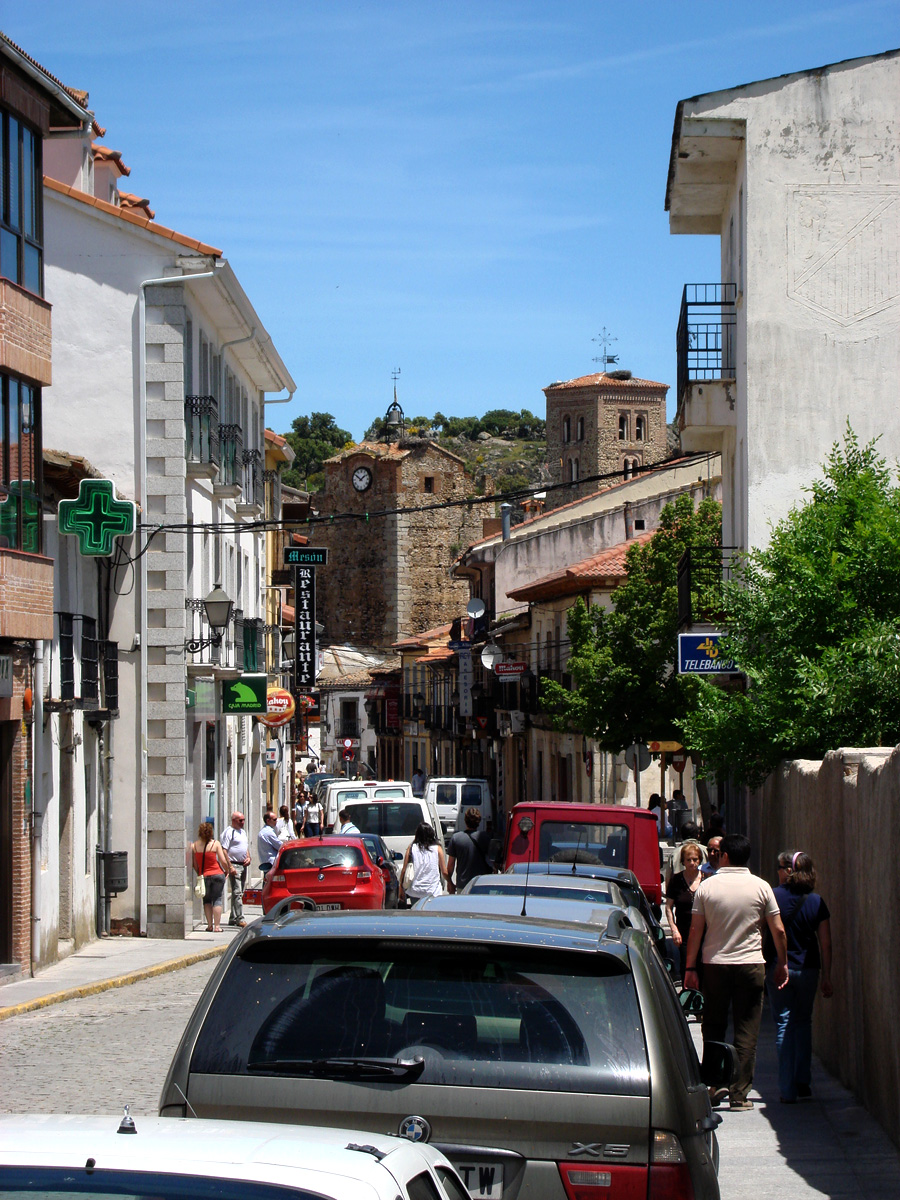
Calle Real di Buitrago del Lozoya.

Questa struttura urbana mantenuta da Buitrago fino ad oggi è stata completamente consolidata nel tardo medioevo. Le parrocchie fungevano da punti di riferimento e generano elementi del tessuto urbano. Nella Villa, la chiesa di Santa María del Castillo, l'unica che rimane dei quattro che esistevano ancora nella città nel XVI secolo, era l'elemento centrale. Intramuros ha anche dovuto sottolineare la Chiesa di San Miguel e l'Ospedale di San Salvador, fondato dal Marchese di Santillana nel XV secolo. Nel quartiere di San Juan, la chiesa con lo stesso nome è stata costruita sull'attuale piazza del municipio, dando origine a Calle Real. In Andarrío la chiesa di San Antolín fu eretta in quello che oggi sarebbe il bordo della vecchia autostrada nazionale.
Il XV e XVI secolo, periodo in cui il potere della Mendoza è stata finalmente risolta, erano la più splendida Buitrago in tutto ciò che riguarda l'edilizia e lo sviluppo urbano. Inigo Lopez de Mendoza, marchese di Santillana, fondò la chiesa di Santa Maria e l'Ospedale di San Salvador (scomparso), ha acquistato un pascolo chiamato El Bosque Finca grande gioco, e costruito su di essa un complesso residenziale conosciuta come la Casa del Bosque, composto da una cappella e un palazzo ricreativo di chiaro stile rinascimentale italiano, molto influenzato nel suo design dalla Villa Rotonda de Palladio. A quel tempo fu completato anche il processo di ripopolamento dell'area e le ordinanze generali cambiarono orientamento, cercando di proteggersi dalla creazione di nuovi vicini con regolamenti restrittivi. Il fattore strategico ha perso importanza e l'economia ha cominciato a essere dominante, essendo la salvaguardia di foreste e foreste una delle maggiori preoccupazioni dei vicini.

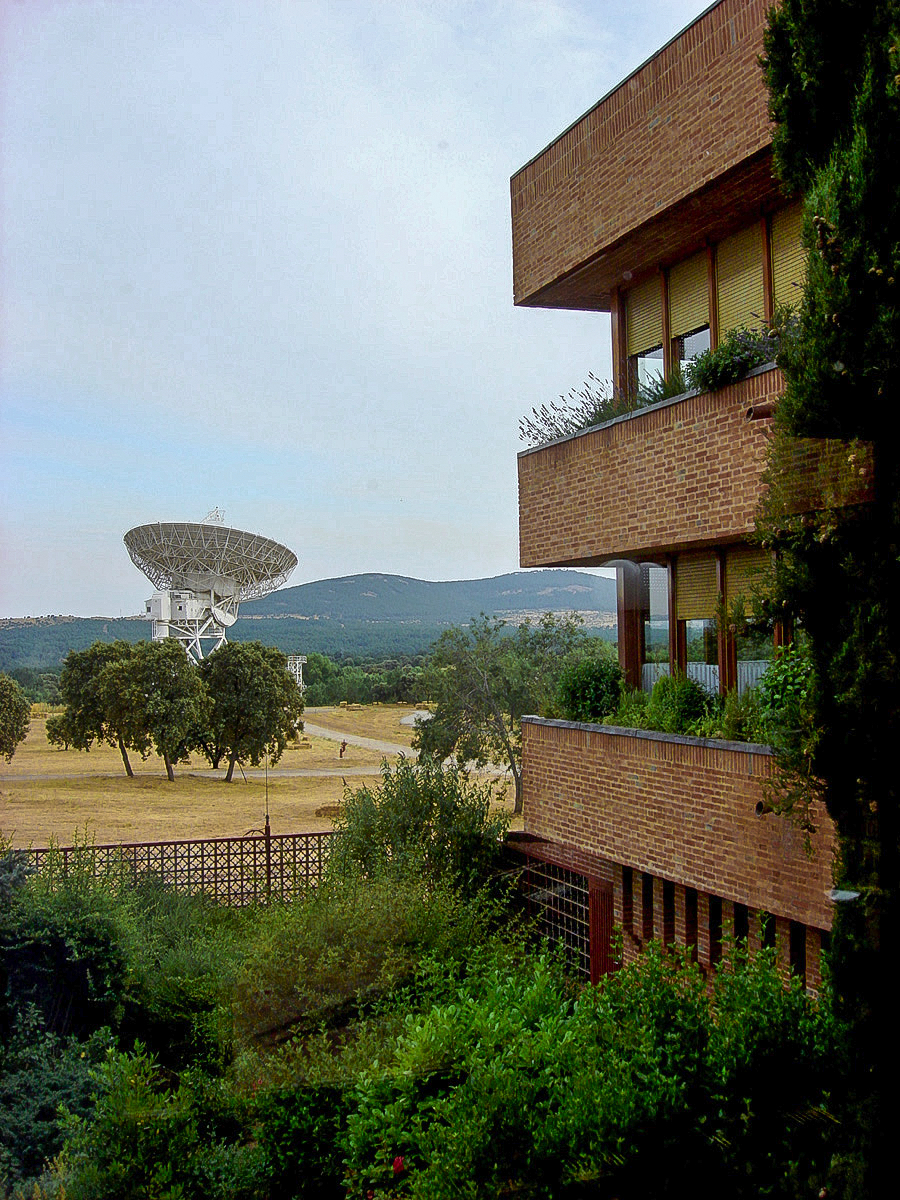
Stazione di localizzazione satellitare telefonica, di Julio Cano Lasso.

Dopo il XVI secolo ci furono pochi cambiamenti significativi dal punto di vista urbano e architettonico. Durante il XVII e il XVIII secolo non furono eretti edifici singolari o fu modificato il tessuto urbano, essendo due secoli caratterizzati da una stagnazione demografica al ribasso. Nel 1787 Buitrago contava 620 abitanti, il che significava un importante grado di spopolamento rispetto ai secoli precedenti.
Con l'arrivo del XIX secolo, la vecchia importanza difensiva di Buitrago tornò in primo piano con l'invasione delle truppe di Napoleone. L'esercito francese ruppe l'assedio di resistenza posto nel porto di Somosierra il 30 novembre 1808 e quindi occupò le città della regione, tra cui Buitrago. Tutto il recinto murato era erba delle fiamme motivo per cui parte della popolazione si spostò verso il sobborgo di San Juan, che prese alcune caratteristiche di ampliamento del XIX secolo, rinnovando la sua costruzione. Decenni più tardi la struttura legale ed economica della zona fu modificata con la scomparsa del Señorío de Buitrago, della Mesta, delle confische ecclesiastiche e civili e della nuova divisione provinciale della Spagna.
La prima metà del XX secolo fu caratterizzata dal progressivo deterioramento dei suoi unici edifici che culminarono nella distruzione dell'Ospedale di San Salvador durante la Guerra Civile e negli ultimi resti della chiesa di San Juan. Anche la chiesa di Santa María del Castillo fu gravemente danneggiata, ma nonostante tutto ciò, la città non fu accettata nel programma delle Regioni Devastate.
Nella seconda metà del XX secolo, i lavori più importanti furono la costruzione dei bacini artificiali che allagano il suo capolinea (Puentes Viejas e Riosequillo), così come la stazione di monitoraggio satellitare del famoso architetto Julio Cano Lasso. Lo sviluppo della vecchia National Highway 1 (Madrid-Irún), convertendolo nell'autovía A-1 negli anni '90, ha comportato un cambiamento importante dovuto al miglioramento delle comunicazioni e all'uscita del traffico dall'area urbana.
Il suo recinto murato è stato dichiarato Monumento Nazionale nel 1931. Il centro storico della città è stato dichiarato di interesse culturale nel 1993, nella categoria di sito storico-artistico.